# Macroteleia triangularis
Macroteleia triangularis är en stekelart som beskrevs av Muesebeck 1977. Macroteleia triangularis ingår i släktet Macroteleia och familjen Scelionidae. Inga underarter finns listade i Catalogue of Life.